# Secourisme
Ne doit pas être confondu avec Premiers secours (médecine).
 (avril 2024).
Si vous disposez d'ouvrages ou d'articles de référence ou si vous connaissez des sites web de qualité traitant du thème abordé ici, merci de compléter l'article en donnant les références utiles à sa vérifiabilité et en les liant à la section « Notes et références ».

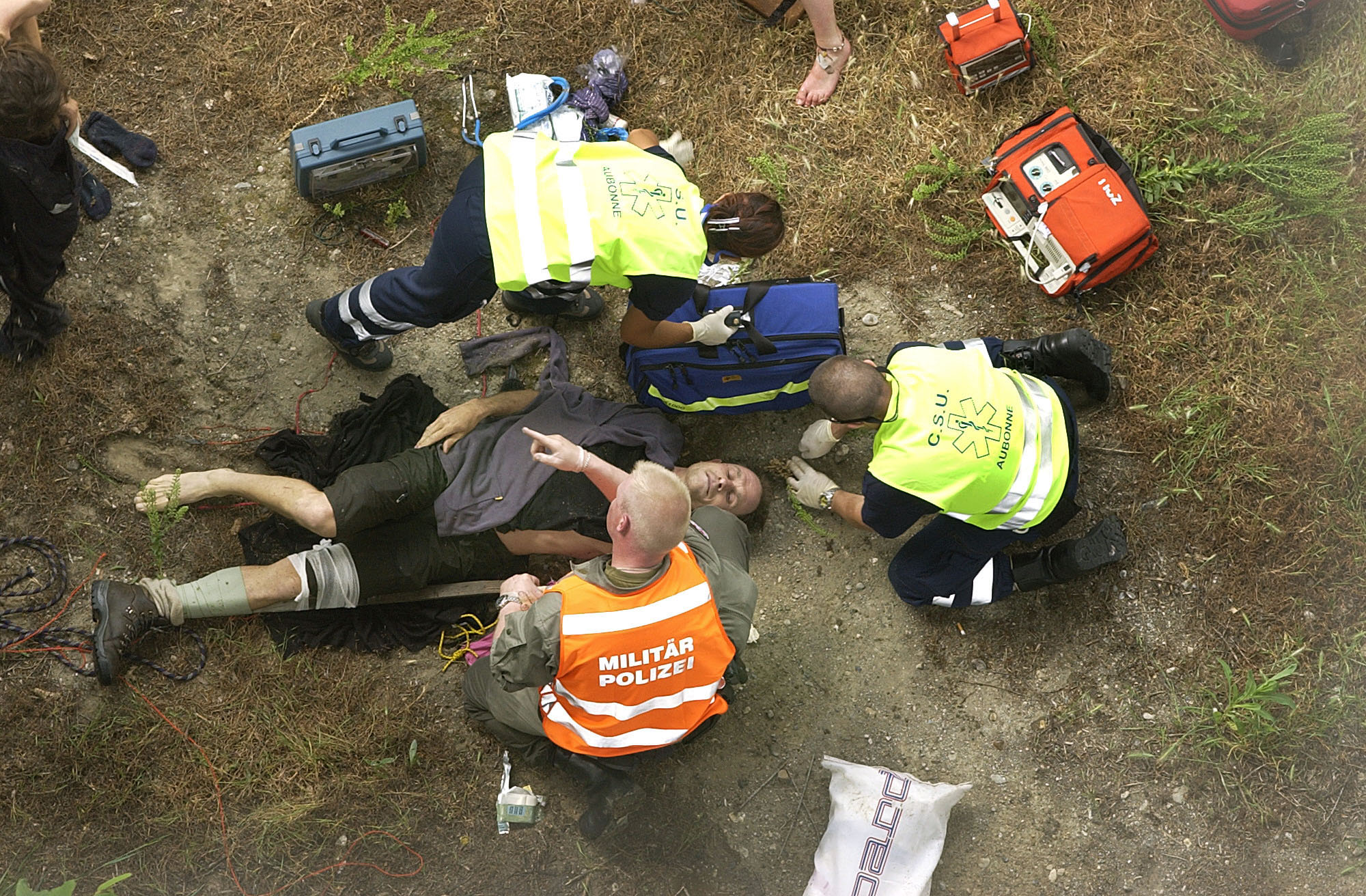
Intervention sur une victime ayant chuté d'une grande hauteur, pont d'Aubonne (Vaud).

Le secourisme, prompt secours, secours à victimes (SAV) ou secours d'urgence aux personnes (SUAP) est, en France, les premiers gestes d'urgence pratiqués par des personnes ayant des connaissances nécessaires, des secouristes bénévoles, des ambulanciers privés ou des sapeurs-pompiers ; il peut s'agir de secours à personne avec ou sans matériel, en équipe organisée ou seul. Le secourisme consiste donc au maintien ou à l'amélioration des fonctions vitales d'un individu, d'une victime.

## Définition administrative
Le prompt secours était défini[Quand ?] en France par le texte suivant :
« le prompt secours se caractérise par une action de secouristes agissant en équipe et visant à prendre en charge sans délai des détresses vitales ou à pratiquer sans délai des gestes secourisme. Il est assuré par des personnels formés et équipés. Son intérêt réside dans son caractère réflexe, il ne doit en aucun cas conduire à des actions relevant de la compétence des smur, des médecins généralistes, d'infirmiers et/ ou des ambulanciers privés voire du simple conseil. » (circulaire no 151  du 29 mars 2004 relative au rôle des SAMU, des SDIS et des ambulanciers dans l’aide médicale urgente, ministère de la Santé et ministère de l'Intérieur français).
La notion « d'engagement sans délai » ne signifie pas « envoi systématique de moyens ». L'envoi d'équipe de prompts secours se fait par une régulation médicale qui se charge d'évaluer la gravité de la situation et donc de déterminer les moyens envoyés.
Auprès du grand public (et peut-être dans d'autres pays francophones ?), le terme « secourisme » désigne les premiers secours, c'est-à-dire les savoirs et techniques nécessaires pour porter secours aux personnes en situation de détresse physique, ou de détresse mentale (nous parlons alors de secours psychologique). Il existe également dans plusieurs pays des secouristes paramédicaux (techniciens de l'urgence, paramedics).
Le présent article ne se réfère qu'à la première acception, les secours à personne organisés.

## Formations
Formation de sapeur-pompiers (SUAP).
Formation d’Ambulancier diplômé d’État.
AFGSU niveau 2 (Attestation de Formation aux Gestes et Soins d'Urgence).

PSE1/PSE2 (Premiers secours en équipe).

## Techniques et matériel
Les techniques utilisées par les secouristes intervenant en équipe (minimum deux équipiers) et avec du matériel de secours ne font pas intervenir de médicament (sauf oxygénothérapie) ni de gestes invasifs sauf exception sur demande et prescriptions oral du médecin régulateur du SAMU, seulement si les secouristes on était formé au nouveaux gestes de secours:(inhalation de VENTOLINE, inhalation de PENTHROX, stylo auto injectable d’ADRENALINE ou de GLUCAGON, lecture de glycémie capillaire ou d’hémoglobinemie). Ces gestes relevant des secours médicaux ou paramédicaux.
- Protection
- Bilan
- Détresses vitales
  - Libération des voies aériennes
    - Position latérale de sécurité

  - Oxygénothérapie et ventilation artificielle
  - Réanimation cardiopulmonaire et défibrillateur automatique externe
- Traumatologie
  - Attelles, collier cervical, écharpes
  - Emballages : bandages, frondes, triangles
- Relevage et brancardage

## Dans le monde

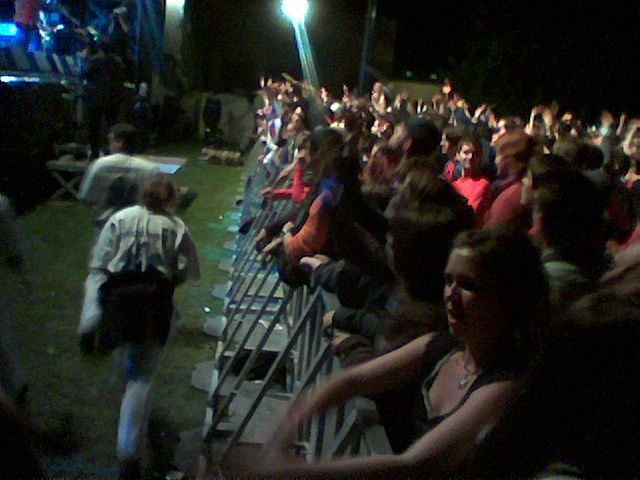
Avant-scène d'un concert de rock : un espace tampon est maintenu dégagé entre la foule et la scène, pour les médias, les vigiles et le personnel de première urgence.

### France
- La Fédération nationale des sapeurs-pompiers de France (FNSPF)
- L'Association nationale des premiers secours (ANPS)
- La Fédération française de sauvetage et de secourisme (FFSS)
- Le Centre français de secourisme et de protection civile (CFS)
- L'Œuvres hospitalières françaises de l'ordre de Malte
- La Fédération des secouristes français Croix-Blanche
- La Croix-Rouge française
- la Fédération nationale de protection civile (FNPC) et les Associations départementales de protection civile (ADPC)
- L'Unité mobile de premiers secours (UMPS)
- L'Union nationale des associations de secouristes et sauveteurs des groupes La Poste et Orange (UNASS)
- La Société nationale de sauvetage en mer (SNSM)
- La Fédération française des secouristes et formateurs policiers (FFSFP)

### Suisse
- Alliance suisse des samaritains (ASS)
- Office de certification ResQ
- Association Genevoise des Sections de Samaritains (AGSS)
- SwissRescue

### Belgique
- ASL School
- Secourisme et sauvetage SeSa
- Croix-Rouge de Belgique

### Canada
- Société de sauvetage canadienne
- Croix-Rouge canadienne